# Friedrich Ludwig Breusch
Friedrich Ludwig Breusch (* 28. Oktober 1903 in Pforzheim; † 26. Juli 1983 in Basel) war ein deutscher Chemiker.

## Leben
Fritz Breusch war der Sohn des Gymnasialprofessors Friedrich Robert Breusch, sein Bruder war der spätere Mathematiker Robert Breusch (1907–1995). Sein Vater wurde Lehrer an der Rotteck-Oberrealschule in Freiburg, wo er selbst 1921 das Abitur ablegte. Er studierte anschließend in München, Freiburg, Gießen und Wien und wurde 1928 an der Universität Freiburg bei Hermann Staudinger promoviert. Danach war er Assistent von Julius von Braun am Chemischen Institut der Universität Frankfurt. Ab 1931 war er am von Ludwig Aschoff geleiteten Pathologischen Institut der Universität Freiburg tätig und wurde 1933 als Nachfolger des in die USA emigrierten Rudolf Schönheimer Leiter der pathologisch-chemischen Abteilung.
Im April 1935 wurde sein Arbeitsvertrag an der Universität Freiburg nicht verlängert, er wurde von der Gestapo festgenommen und kam in das KZ Columbia in Berlin und in das KZ Sachsenhausen. Im Juli 1936 wurde ihm die Promotion wegen Verurteilung zu 1 Jahr und 2 Monaten nach § 175 StGB (Homosexualität) aberkannt. Nach seiner Entlassung aus dem KZ ging er in die Schweiz, wo er sich u. a. in einem Sanatorium in Davos erholt. Vom 1. April bis 12. November 1937 war er an der Universität Szeged in Ungarn bei Albert Szent-Györgyi tätig und ging dann Ende 1937 in die Türkei an die Universität Istanbul. Dort wurde wissenschaftlicher Mitarbeiter zunächst an der medizinischen, dann an der naturwissenschaftlichen Fakultät. 1940 wurde er Ordinarius für Chemie und Direktor des 2. Chemischen Instituts. Nach seiner Pensionierung 1971 verließ er als letzter deutscher Professor die Türkei und ließ sich in Basel nieder.
Breusch trug in Istanbul eine Sammlung von Antiken, vor allem aus der byzantinischen Zeit, zusammen, Teile davon befinden ich heute im Antikenmuseum Basel.

## Ehrungen
- Oktober 1971: Großes Verdienstkreuz des Verdienstordens der Bundesrepublik Deutschland
- 1971: Norman-Medaille der Deutschen Gesellschaft für Fettwissenschaft
- 1973: Ehrendoktorwürde der Universität Istanbul

## Schriften
- Über die elektrolytische Reduktion von zyklischen Imiden zu hydrierten zyklischen Basen. Beiträge zur Konstitutionsermittlung des Cytisins. Dissertation Freiburg 1928.
- Organik Kimya. Arkadaş Basımevi, Istanbul 1941.
- Anorganik Kimya. Arkadaş Basımevi, Istanbul 1942.
- Genel ve Anorganik Kimya. Kenan Matbaası, Istanbul 1946.
- Lehrbuch der gesamten Chemie. Wepf, Basel 1948; 2. Auflage Springer, Berlin 1954.
- Referat. Gegen Dogma und Dialektik. Kosmologie, Molekularbiologie, Mechanistik. Akademische Verlagsanstalt, Frankfurt am Main 1975, ISBN 3-400-00289-5; 2. Auflage Lang, Bern u. a. 1978.
- Erkenntnis. R. G. Fischer, Frankfurt am Main 1982, ISBN 3-88323-318-8.